# Dichrogaster patruelis
Dichrogaster patruelis là một loài tò vò trong họ Ichneumonidae.